# Презумпція авторства
Презумпція авторства — норма в авторському праві, згідно з якою авторство визнається юридично достовірним доки, поки не буде доведено зворотне. 
В основі презумпції лежить ідея про те, що первинним суб'єктом,  якому належить  авторське  право,  є автор твору. За відсутності доказів іншого автором твору вважається особа, зазначена як автор на оригіналі або примірнику  твору.
Це положення  застосовується також у разі опублікування твору під псевдонімом, який ідентифікує автора.

## Походження
Найбільш раннім юридичним документом, що містить принцип презумпції авторства є Бернська конвенція 1886 року, яка ввела принцип як загальнообов'язкову правову норму. У ті роки, задовго до появи цифрових технологій, з прийняттям конвенції у світову юридичну практику увійшло, що за відсутності доказів зворотного, автором вважався той, чиє ім'я або псевдонім були вказані на обкладинці книги (для творів літератури та наукових праць) або на звороті полотна (для творів образотворчого мистецтва). (англ.)

## Застосування щодо неідентифікованих авторів
Ч. 4 ст. 11 Закону про авторські права передбачає, що для захисту прав неідентифікованого автора, видавець твору (його ім'я чи найменування повинні бути зазначені на творі)  може бути його представником. Це положення діє до тих пір, поки автор не розкриє своє ім'я і не заявить про своє авторство.
Особливості представництва автора видавцем:
- позов про захист прав автора подає видавець

- суд не вправі вимагати розкриття імені автора

- якщо видавець підпадає під визначення суб'єкта, зазначеного в ст.1 Господарського процесуального кодексу України, то спір розглядається в порядку господарського судочинства

- якщо автор твору не розкриває своє ім'я або не заявляє про авторство, суд задовольняє позов на користь видавця

- видавець передає стягнуте за рішенням суду автору чи правовласникам [3]